# L'Affaire Aldo Moro
Pour plus de détails, voir Fiche technique et Distribution.
L'Affaire Aldo Moro (Il caso Moro) est un film italien réalisé par Giuseppe Ferrara, sorti en 1986.

## Synopsis
Printemps 1978 - à la veille du « compromis historique » - l'enlèvement et la séquestration d'Aldo Moro, leader du parti Démocrate Chrétien (DC) italien.

## Fiche technique
- Titre original : Il caso Moro
- Titre français : L'Affaire Aldo Moro
- Réalisation : Giuseppe Ferrara
- Scénario : Giuseppe Ferrara, Armenia Balducci et Robert Katz d'après le livre de ce dernier et d'après le livre de Leonardo Sciascia
- Photographie : Camillo Bazzoni
- Musique : Pino Donaggio
- Pays d'origine : Italie
- Genre : drame
- Date de sortie : 1986

## Distribution
- Gian Maria Volonté : Aldo Moro
- Mattia Sbragia : membre des Brigades
- Bruno Zanin : membre des Brigades
- Consuelo Ferrara : membre des Brigades
- Enrica Maria Modugno : membre des Brigades
- Enrica Rosso : membre des Brigades
- Maurizio Donadoni : membre des Brigades
- Stefano Abbati : membre des Brigades
- Danilo Mattei : membre des Brigades
- Massimo Tedde : membre des Brigades
- Francesco Capitano : membre des Brigades
- Margarita Lozano : Nora Moro
- Sergio Rubini : Giovanni Moro
- Giuseppe Ferrara

## Récompense
- Ours d'argent du meilleur acteur pour Gian Maria Volonté